# مسجد باتيمبورك القديم
مسجد باتيمبورك القديم (بالاندونيسية: Masjid Tua Patimburak) هو مسجد يقع في المنطقة التاريخية القديمة في كوكاس في مدينة فاكفاك في مقاطعة بابوا الغربية، يعد مسجد باتيمبورك القديم واحد من التراث التاريخي للإسلام في مقاطعة بابوا الغربية، وأصبح واحدا من مراكز الإسلام في فاكفاك .

## التاريخ
السكان المحليين يعرفون هذا المسجد باسم مسجد باتيمبورك القديم، وفقا للسجلات التاريخية، بني المسجد قبل أقل من 200 سنة، ويعد أقدم مسجد في منطقة هاليفاكس، المبنى ما يزال قائما وقويا، تم بناء المسجد في عام 1870، خلال الفترة الاستعمارية أصيب المسجد بانفجار قنبلة بالإضافة لتضرره بثقوب الرصاص التي أصابة أركان المسجد، كان انتشار الإسلام في كوكاس لا يخلو من تأثير السلطان تيدور، ففي القرن الخامس عشر الميلادي بدأت سلطنة تيدور بالتحول واعتناق الإسلام. كان السلطان سيلياسي هو السلطان الأول الذي اعتنق الإسلام، ومنذ ذلك الحين أخذ الإسلام شيئا فشيئا بالانتشار في أنحاء سلطنة تيدور.

## البناء
شارك في بناء المسجد أكثر من 35 عائلة، على مساحة بناء لا تتجاوز 100 متر مربع وهذا يبدو مألوف، وكان بناء المسجد وفق هندسه معمارية هي مزيج من المساجد والكنائس، خضع مسجد باتيمبورك القديم لتجديدات عديدة مع المحفاظ على شكله الأصلي، ولكن المواد الأصلية التي لم تتغير هي الركائز الأربع للمسجد، في باحة المسجد هناك شجرة مانجو مازالت تقف قوية .

## وصلات خارجية
- موقع وصور مسجد باتيمبورك القديم